# Орша (футбольный клуб)
«О́рша» — белорусский футбольный клуб из города Орша, основан в 1951 году. Домашний стадион: ЦСК «Оршанский». Цвета — синий и белый. Выступал в чемпионате БССР, преимущественно в высшем дивизионе. В независимой Беларуси играет в низших дивизионах и никогда не поднимался в элиту. За свою историю взял несколько трофеев на локальном уровне, в 1971 году доходил до финала Кубка БССР.

## История

### Советский период
Клуб был основан в 1951 году под названием Труд. В советское время клуб неоднократно менял названия. В 1965 году название клуба изменили на «Старт». Через 6 лет спустя клуб стал финалистом Кубка БССР, но трофей команде не покорился. «Старт» уступил Торпедо (Жодино) со счетом 4:0 и 2:1. В советский период было противостояние двух команд в Оршанском районе, оршанский «Старт» и «Темп» команда из Барани, находящейся рядом с Оршей. «Темп» (Барань) в целом добился больших успехов, чем «Старт». Он также мог стать обладателем Кубка БССР, но уступил «Строителю» из Бобруйска со счётом 1:0. В 1978-м году «Темп» (Барань) стал бронзовым призёром Чемпионата БССР, уступив серебро БАТЭ (Борисов) и золото Шиннику (Бобруйск). Через 9 лет спустя команда снова попыталась стать обладателем Кубка БССР. На этот раз «Темп» боролся за кубок с командой СКИФ (Минск). Завоевать кубок команде снова не удалось. «Старт» же ещё в памятном для команды 1971 году выступил в Кубке СССР среди любительских клубов. В 1/16 финала он совершил сенсацию — прошёл легендарное «Динамо» из Ленинграда, выиграв у него 1:0. В 1/8 финала «Старт» уступил 1:3 команде ВЭФ (Рига). В 1990-м году команду назвали «Легмаш» в честь завода по производству и поставки металлоконструкций, деталей, агрегатов и оборудования для металлургии, который находится в Орше.

### 90-е годы
В начале 90-х годов клуб несколько сезонов провёл в 1-й лиге чемпионата Беларуси. Преимущественно был середняком. Славился тем, что на своём поле регулярно отбирал очки у лидеров лиги. С 1992 года команда участвует в Кубке Беларуси по футболу. В этом же году в 1/32 финала «Легмаш Орша» разгромил Неман (Столбцы) со счетом 6:2 на поле соперника. В 1/16 финала команда проиграла минскому «Торпедо» со счетом 1:3. В следующем розыгрыше Кубка Беларуси команда разгромила Технолог (Ивацевичи) со счетом 6:1, но в следующем этапе команда проиграла Торпедо (Жодино). В 1993/1994 годах в 1/16 финала команда вновь проиграла Торпедо (Минск) со счетом 1:3. В 1994/1995 годах в розыгрыше Кубка Беларуси по футболу, «Легмаш (Орша)» уступил жодинскому «Торпедо». В 1996/1997 годах, в розыгрыше Кубка Беларуси по футболу, «Максим-Легмаш» нынешний ФК Орша дошёл до 1/16 финала. Сыгравший в ничью с Белшиной (Бобруйск) 1:1, клуб уступил по пенальти 8:9 и не смог пройти дальше, ФК Белшина же стал обладателем Кубка Беларуси 1996/1997.

### 2000—2020 годы
В 2001 году из-за больших финансовых проблем и организационного кризиса "Орша" не смогла заявиться на первенство Первой лиги, упав в любительскую лигу (Д4), то есть чемпионат Витебской области. Там команда провела несколько сезонов. 2004 год получился для команды удачным. Появился спонсор "Белавтосервис", команда заявила об участии во второй лиге, а затем команда стала победителем второй лиги и перешла в первую лигу. В 2005 году команда вылетела во вторую лигу и следующие 9 лет провела во второй лиге.
В 2014 году — самый популярный клуб 2-й лиги, если брать зрительское внимание. Одна из трёх команд лиги, собиравшая в среднем более 1000 человек на игре. По итогам сезона 2014 команда заняла 3-е место, установив рекордную серию без поражений — 25 — и спустя 10 лет вернувшись вновь в первую лигу. С сезона 2015 года постоянно играет в 1-й лиге (Д2). Сезон-2017 команда завершила на 9-м месте в первой лиге Беларуси по футболу. А в Кубке Беларуси клуб впервые вышел в 1/8 финала, обыграл по пути СДЮШОР-3 из Пинска и мозырскую "Славию". В 1/8 финала команда уступила солигорскому "Шахтёру".

### 2020—н.в[3]

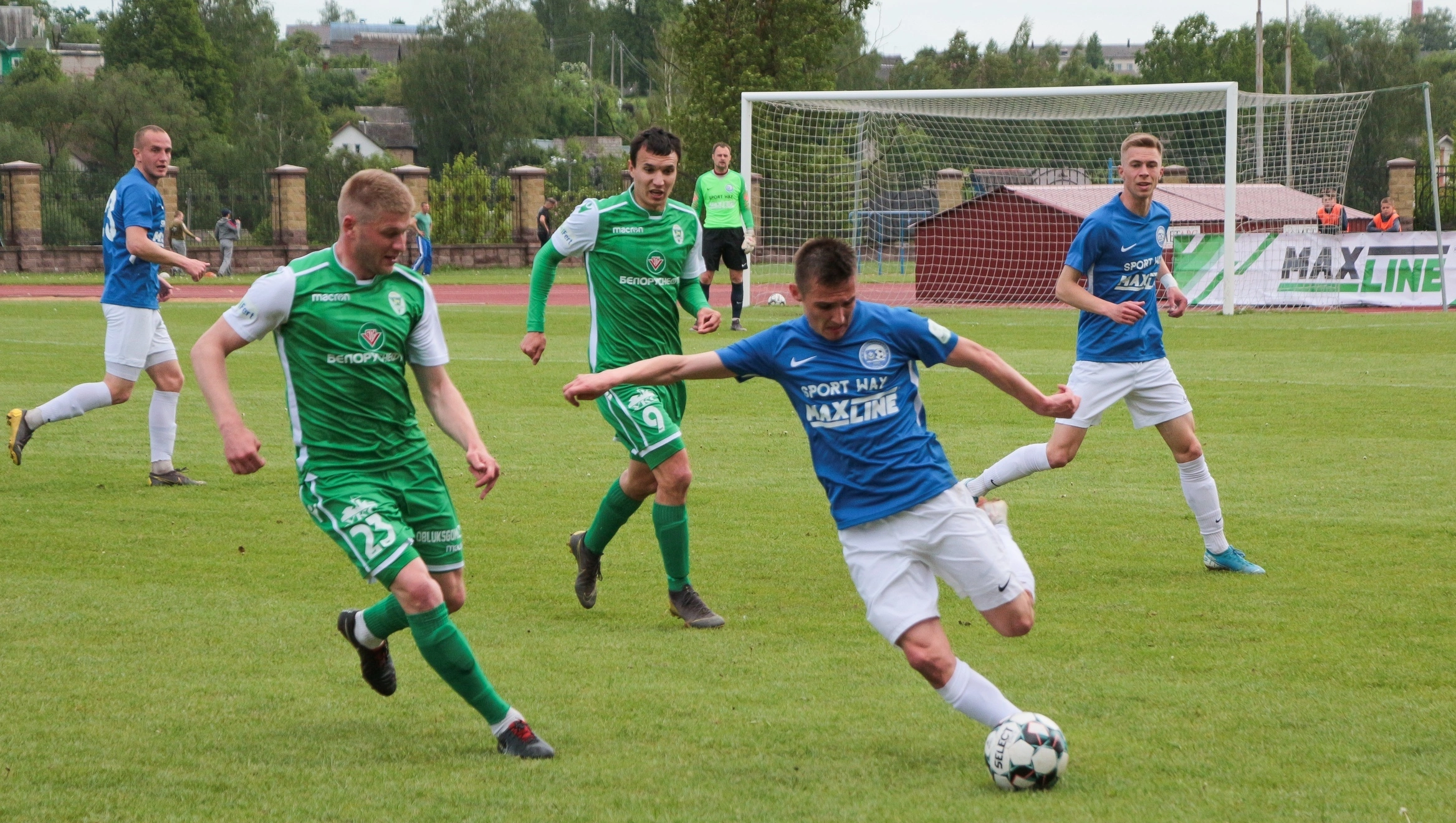
Первая лига Беларуси по футболу. Орша — Гомель (31 мая 2020 года)

К тренировкам команда приступила в феврале. До начала официальных игр сыграли несколько контрольных матчей. В этом сезоне оршанский футбольный клуб существенно обновился.
24 апреля состоялись открытие футбольного сезона в Орше и первая домашняя игра. Многочисленных болельщиков на церемонии открытия приветствовал председатель Оршанской районной федерации футбола Сергей Пац. Приятным моментом стало награждение лучшего игрока ФК «Орша» сезона 2020 года. Им стал оршанец Глеб Железников.
В сезоне 2021 футбольный клуб Орша занял 9-е место, набрав при этом 34 очка. Команда обыгрывала таких соперников как: Нафтан, Лида и Барановичи, но несмотря на это, терпела поражения от Днепра и Крумкачей. В 1/16 финала Кубка Беларуси по футболу 2021/2022 уступила Гомелю со счетом 2:6.

## Состав
| 1  | Флаг Беларуси | Вр  | Артём Володьков     | 2001 |  |  |  |  |
| 20 | Флаг Беларуси | Вр  | Максим Макаров      | 2001 |  |  |  |  |
|    |               |     |                     |      |  |  |  |  |
| 4  | Флаг России   | Защ | Станислав Иршев     | 1998 |  |  |  |  |
| 5  | Флаг России   | Защ | Максим Тимченко     | 2001 |  |  |  |  |
| 6  | Флаг Беларуси | Защ | Тайсир Адамчик      | 2002 |  |  |  |  |
| 18 | Флаг Беларуси | Защ | Никита Волченко     | 2002 |  |  |  |  |
| 80 | Флаг Беларуси | Защ | Владислав Пунинский | 2002 |  |  |  |  |
|    |               |     |                     |      |  |  |  |  |
| 2  | Флаг Беларуси | ПЗ  | Захар Коренков      | 2008 |  |  |  |  |
| 7  | Флаг Беларуси | ПЗ  | Алексей Чернодаров  | 2001 |  |  |  |  |
| 8  | Флаг России   | ПЗ  | Максим Жестарев     | 2002 |  |  |  |  |
| 10 | Флаг Беларуси | ПЗ  | Павел Рассолько     | 1993 |  |  |  |  |
| 17 | Флаг России   | ПЗ  | Семён Заец          | 2003 |  |  |  |  |
| 19 | Флаг Беларуси | ПЗ  | Егор Никипоренок    | 2002 |  |  |  |  |

| 21 | Флаг Беларуси | ПЗ  | Никита Бобченок     | 1999 |  |  |  |  |
| 23 | Флаг Беларуси | ПЗ  | Артём Гонжуров      | 2003 |  |  |  |  |
| 24 | Флаг Беларуси | ПЗ  | Илья Селезнев       | 2007 |  |  |  |  |
| 70 | Флаг Беларуси | ПЗ  | Матвей Калиновский  | 2005 |  |  |  |  |
| 91 | Флаг Беларуси | ПЗ  | Дмитрий Тамело      | 1992 |  |  |  |  |
|    | Флаг Беларуси | ПЗ  | Артём Антонов       | 2000 |  |  |  |  |
|    | Флаг Беларуси | ПЗ  | Станислав Булахов   | 2007 |  |  |  |  |
|    |               |     |                     |      |  |  |  |  |
| 12 | Флаг Беларуси | Нап | Александр Шалин     | 1996 |  |  |  |  |
| 27 | Флаг Беларуси | Нап | Иван Тихонов        | 2003 |  |  |  |  |
| 30 | Флаг Беларуси | Нап | Никита Сафронов     | 2007 |  |  |  |  |
| 76 | Флаг России   | Нап | Рауль Адыгезалзаде  | 2005 |  |  |  |  |
|    | Флаг Беларуси | Нап | Иван Верас          | 1997 |  |  |  |  |
|    | Флаг Беларуси | Нап | Александр Михасенок | 2004 |  |  |  |  |

## Статистика выступлений

### Чемпионат и Кубок Беларуси
| Сезон     | Лига                                            | М                                               | И                                               | В                                               | Н                                               | П                                               | Голы                                            | Очки                                            | Кубок                                           | Примечания                  |
| --------- | ----------------------------------------------- | ----------------------------------------------- | ----------------------------------------------- | ----------------------------------------------- | ----------------------------------------------- | ----------------------------------------------- | ----------------------------------------------- | ----------------------------------------------- | ----------------------------------------------- | --------------------------- |
| 1992      | Третья (Д3)                                     | 6                                               | 15                                              | 7                                               | 3                                               | 5                                               | 19-20                                           | 17                                              | 1/16 финала                                     |                             |
| 1992/93   | Третья (Д3)                                     | 4                                               | 30                                              | 15                                              | 8                                               | 7                                               | 46-29                                           | 38                                              | 1/16 финала                                     |                             |
| 1993/94   | Третья (Д3)                                     | 6                                               | 34                                              | 16                                              | 8                                               | 10                                              | 49-40                                           | 40                                              | 1/16 финала                                     |                             |
| 1994/95   | Третья — Б (Д3)                                 | 3                                               | 22                                              | 16                                              | 2                                               | 4                                               | 54-22                                           | 34                                              | 1/32 финала                                     |                             |
| 1995      | Третья — Б (Д3)                                 | 1                                               | 12                                              | 8                                               | 3                                               | 1                                               | 21-10                                           | 27                                              |                                                 | Выход во Вторую лигу        |
| 1996      | Вторая (Д2)                                     | 8                                               | 24                                              | 10                                              | 2                                               | 12                                              | 33-45                                           | 32                                              | 1/16 финала                                     |                             |
| 1997      | Вторая (Д2)                                     | 14                                              | 30                                              | 7                                               | 3                                               | 20                                              | 34-61                                           | 24                                              |                                                 |                             |
| 1998      | Первая (Д2)                                     | 14                                              | 30                                              | 5                                               | 8                                               | 17                                              | 23-59                                           | 23                                              |                                                 | Смена названия              |
| 1999      | Первая (Д2)                                     | 9                                               | 30                                              | 10                                              | 9                                               | 11                                              | 46-37                                           | 39                                              |                                                 |                             |
| 2000      | Первая (Д2)                                     | 9                                               | 30                                              | 12                                              | 8                                               | 10                                              | 48-44                                           | 44                                              | 1/32 финала                                     |                             |
| 2001      | Первая (Д2)                                     | 12                                              | 28                                              | 9                                               | 1                                               | 18                                              | 40-74                                           | 28                                              | 1/32 финала                                     | Переход в любительскую лигу |
| 2002—2003 | Выступление в Чемпионате Витебской области (Д4) | Выступление в Чемпионате Витебской области (Д4) | Выступление в Чемпионате Витебской области (Д4) | Выступление в Чемпионате Витебской области (Д4) | Выступление в Чемпионате Витебской области (Д4) | Выступление в Чемпионате Витебской области (Д4) | Выступление в Чемпионате Витебской области (Д4) | Выступление в Чемпионате Витебской области (Д4) | Выступление в Чемпионате Витебской области (Д4) |                             |
| 2004      | Вторая (Д3)                                     | 2                                               | 24                                              | 17                                              | 2                                               | 5                                               | 67-24                                           | 53                                              | 1/32 финала                                     | Выход в Первую лигу         |
| 2005      | Первая (Д2)                                     | 15                                              | 30                                              | 6                                               | 6                                               | 18                                              | 33-74                                           | 24                                              | 1/16 финала                                     | Вылет во Вторую лигу        |
| 2006      | Вторая (Д3)                                     | 12                                              | 32                                              | 10                                              | 2                                               | 20                                              | 44-79                                           | 28                                              | 1/32 финала                                     |                             |
| 2007      | Вторая (Д3)                                     | 13                                              | 30                                              | 7                                               | 4                                               | 19                                              | 34-63                                           | 25                                              | 1/32 финала                                     |                             |
| 2008      | Вторая (Д3)                                     | 12                                              | 30                                              | 10                                              | 4                                               | 16                                              | 45-55                                           | 34                                              | 1/32 финала                                     |                             |
| 2009      | Вторая (Д3)                                     | 14                                              | 26                                              | 3                                               | 6                                               | 17                                              | 17-53                                           | 15                                              | 1/32 финала                                     |                             |
| 2010      | Вторая (Д3)                                     | 15                                              | 34                                              | 10                                              | 3                                               | 21                                              | 40-75                                           | 33                                              | 1/32 финала                                     |                             |
| 2011      | Вторая (Д3)                                     | 15                                              | 30                                              | 6                                               | 3                                               | 21                                              | 31-86                                           | 21                                              | 1/32 финала                                     |                             |
| 2012      | Вторая (Д3)                                     | 17                                              | 36                                              | 9                                               | 8                                               | 19                                              | 30-72                                           | 75                                              | 1/32 финала                                     |                             |
| 2013      | Вторая (Д3)                                     | 6                                               | 24                                              | 10                                              | 5                                               | 9                                               | 41-25                                           | 35                                              | 1/32 финала                                     |                             |
| 2014      | Вторая — А (Д3)                                 | 1                                               | 22                                              | 17                                              | 5                                               | 0                                               | 46-10                                           | 56                                              | 1/64 финала                                     | Выход в финальный этап      |
| 2014      | Финальный этап                                  | 3                                               | 141                                             | 7                                               | 6                                               | 1                                               | 25-12                                           | 27                                              | 1/64 финала                                     | Выход в Первую лигу         |
| 2015      | Первая (Д2)                                     | 14                                              | 30                                              | 3                                               | 8                                               | 19                                              | 24-70                                           | 17                                              | 1/16 финала                                     |                             |
| 2016      | Первая (Д2)                                     | 7                                               | 26                                              | 9                                               | 10                                              | 7                                               | 43-34                                           | 37                                              | 1/16 финала                                     |                             |
| 2017      | Первая (Д2)                                     | 9                                               | 30                                              | 10                                              | 7                                               | 13                                              | 48-48                                           | 37                                              | 1/8 финала                                      |                             |
| 2018      | Первая (Д2)                                     | 12                                              | 28                                              | 8                                               | 3                                               | 17                                              | 33-53                                           | 27                                              | 1/16 финала                                     |                             |
| 2019      | Первая (Д2)                                     | 10                                              | 28                                              | 9                                               | 4                                               | 15                                              | 33-61                                           | 31                                              | 1/32 финала                                     |                             |

## Прежние названия
- Труд (1951—1956)
- ЗШМ (1956—1960)
- Машиностроитель (1960—1965)
- Старт (1965—1989)
- Легмаш (1990—1994)
- Максим-Орша (1995)
- Максим-Легмаш (1996)
- ФК Орша (1997—2004)
- Орша-Белавтосервис (2005—2007)
- ФК Орша (2008 — настоящее время)

## Достижения
- Высшие достижения во времена СССР: финалист Кубка БССР (1971), 4-е место в чемпионате БССР (1971). 4-кратный чемпион Витебской области (1968, 1970, 1972, 1977). 4-кратный обладатель Кубка Витебской области (1961, 1971, 1972, 1976). 7-кратный серебряный призёр чемпионата Витебской области(1973, 1980, 1982, 1983, 1984, 1989, 2002) и 4-кратный бронзовый (1966, 1974, 1975, 1979).
- Достижения в чемпионатах Беларуси: 7-е место в Первой лиге (2016). Победитель Второй лиги (1995, 2004, 2014).

## Поставщик формы и титульные спонсоры
| Период    | Поставщик формы | Титульный спонсор  |
| 1990-1994 | Adidas          | ОАО «Легмаш»       |
| 1995      | Umbro           | Без спонсора       |
| 1996      | Adidas          | ОАО «Легмаш»       |
| 1997-2004 | Umbro           | Без спонсора       |
| 2005-2007 | Umbro           | Белавтосервис      |
| 2008-2011 | Umbro           | Без спонсора       |
| 2012-2014 | Patrick         | Без спонсора       |
| 2015      | Umbro           | Без спонсора       |
| 2016      | Joma            | Без спонсора       |
| 2017      | Macron          | Без спонсора       |
| 2018      | Errea           | Без спонсора       |
| 2019      | Macron          | Без спонсора       |
| 2020      | Nike            | Sport Way, Maxline |
| 2021-2022 | Saller          | Без спонсора       |

## Тренерский состав
| Название команды   | Тренеры                          | Период                  |
| ------------------ | -------------------------------- | ----------------------- |
| Легмаш-Орша        | Комаровский Николай Мефодьевич   | 01.04.1992 — 30.06.1994 |
| Максим-Орша        | Шинкевич Сергей Семёнович        | 01.01.1995 — 31.12.1995 |
| ФК Орша            | Шинкевич Сергей Семёнович        | 01.06.1998 — 30.11.2001 |
| Орша-Белавтосервис | Панчук Виктор Романович          | 01.03.2005 — 30.12.2007 |
| ФК Орша            | Провалинский Владимир Михайлович | 01.04.2008 — 30.12.2011 |
| ФК Орша            | Лодяной Александр Владимирович   | 15.03.2012 — 2015       |
| ФК Орша            | Коноплёв, Юрий Васильевич        | 2016 — 03.2018          |
| ФК Орша            | Акшаев, Вячеслав Евгеньевич      | 03.2018 — 13.08.2018    |
| ФК Орша            | Вехтев, Сергей Александрович     | 13.08.2018 — 26.01.2020 |
| ФК Орша            | Вопсев Александр Стефанович      | 27.01.2020 -            |

## Городской стадион
Стадион расположен около Гимназии № 2 и реки Днепр. Реконструкция городского стадиона началась к «Дожинкам-2008». Во время реконструкции команда принимала гостей на стадионе «Локомотив», расположенном неподалёку от железнодорожного и автовокзалов. Стадион ЦСК «Оршанский» вмещает около 2,5 тысячи зрителей.

## Фанаты
Фанаты футбольного клуба «Орша» располагаются на третьем секторе. С момента образования в 2008 году 3-Side, «Вкус любви», «Аршыца ультрас» посещают не только домашние, но и выездные матчи команды. Ультрас-группы ФК Орша выступают против расизма. Поддерживают дружеские отношения с фанатами таких клубов, как Городея, Береза, Горки, Ивацевичи, бывшего футбольного клуба Партизан (Минск). Наибольшее противостояние идёт с фанатами «Витебска», шкловского «Спартака». Противниками также являются фанаты «Барановичей», могилёвского «Днепра», минского «Динамо» и других клубов.